# Freddie Williams (darts)
Fred (Freddie) Williams (3 juni 1936 - 11 november 2017) was een Engelse caller in de dartssport. In het circuit stond hij bekend als Freddie '180' Williams.
Williams maakte zijn debuut op het hoogste podium tijdens de Embassy van 1980. Sindsdien was hij als caller actief op alle toernooien van de British Darts Organisation; de Winmau World Masters, de News of the World Darts Championship en de Embassy. Op de World Matchplay van 1984 callde Williams geschiedenis door het omroepen van de nine-darter van John Lowe in zijn partij tegen Keith Deller. Hiermee werd Williams de eerste caller van een live nine-darter op een groot tv-toernooi. In 1993 stapte Williams samen met collega-scheidsrechter Bruce Spendley over naar de voorloper van de nieuw gevormde Professional Darts Corporation.
Zijn laatste optreden als caller was het Ladbrokes World Darts Championship 2006, waarna Williams, na 27 wereldkampioenschappen en 35 jaar callen, besloot met pensioen te gaan. Wegens zijn verdiensten voor de PDC is Williams opgenomen in de PDC Hall of Fame.